# Galeodes
Galeodes är ett släkte av spindeldjur. Galeodes ingår i familjen Galeodidae.

## Dottertaxa tillGaleodes, i alfabetisk ordning[1]
- Galeodes abessinicus
- Galeodes adamsi
- Galeodes afghanus
- Galeodes agilis
- Galeodes anatoliae
- Galeodes annandalei
- Galeodes arabs
- Galeodes araneoides
- Galeodes armeniacus
- Galeodes ater
- Galeodes atriceps
- Galeodes atroluteus
- Galeodes atrospinatus
- Galeodes aulicus
- Galeodes auronitens
- Galeodes australis
- Galeodes babylonicus
- Galeodes bacillatus
- Galeodes bacillifer
- Galeodes bacilliferoides
- Galeodes bactrianus
- Galeodes barbarus
- Galeodes belutschistanus
- Galeodes bengalicus
- Galeodes bicolor
- Galeodes blanchardi
- Galeodes bocharicus
- Galeodes bogojavlenskii
- Galeodes bubi
- Galeodes caspius
- Galeodes chitralensis
- Galeodes citrinus
- Galeodes clavatus
- Galeodes claviger
- Galeodes conversus
- Galeodes crassichelis
- Galeodes ctenogaster
- Galeodes ctenoides
- Galeodes cursor
- Galeodes dahlahensis
- Galeodes darendensis
- Galeodes darius
- Galeodes dekanicus
- Galeodes dellacaveae
- Galeodes discolor
- Galeodes distinctus
- Galeodes edentatus
- Galeodes egregius
- Galeodes elegans
- Galeodes ephippiatus
- Galeodes excelsius
- Galeodes fatalis
- Galeodes fessanus
- Galeodes festivus
- Galeodes flavivittatus
- Galeodes forcipatus
- Galeodes franki
- Galeodes fremitans
- Galeodes fumigatus
- Galeodes graecus
- Galeodes granti
- Galeodes gravelyi
- Galeodes gromovi
- Galeodes hellenicus
- Galeodes indicus
- Galeodes inermis
- Galeodes insidiator
- Galeodes interjectus
- Galeodes intermedius
- Galeodes interritus
- Galeodes karunensis
- Galeodes kermanensis
- Galeodes koeiena
- Galeodes kozlovi
- Galeodes kraepelini
- Galeodes krausi
- Galeodes lacertosus
- Galeodes laevipalpis
- Galeodes laniator
- Galeodes lapidosus
- Galeodes lawrencei
- Galeodes levyi
- Galeodes limitatus
- Galeodes lindbergi
- Galeodes litigiosus
- Galeodes loeffleri
- Galeodes luteipalpis
- Galeodes lybicus
- Galeodes lycaonis
- Galeodes macmahoni
- Galeodes marginatus
- Galeodes mauryi
- Galeodes medusae
- Galeodes melanalis
- Galeodes melanopalpus
- Galeodes minimus
- Galeodes minitor
- Galeodes mongolicus
- Galeodes montivagans
- Galeodes mosconibronzii
- Galeodes nachitschevanicus
- Galeodes nigrichelis
- Galeodes notatus
- Galeodes olivieri
- Galeodes orientalis
- Galeodes pallescens
- Galeodes palpalis
- Galeodes parvus
- Galeodes perotis
- Galeodes philippovi
- Galeodes philippoviczi
- Galeodes pinkasi
- Galeodes pirzadanus
- Galeodes pococki
- Galeodes przevalskii
- Galeodes pugnator
- Galeodes pusillus
- Galeodes rapax
- Galeodes reimoseri
- Galeodes revestitus
- Galeodes rhamses
- Galeodes rhodicola
- Galeodes roeweri
- Galeodes rufogriseus
- Galeodes rufulus
- Galeodes ruptor
- Galeodes sabulosus
- Galeodes sarpolensis
- Galeodes schach
- Galeodes schendicus
- Galeodes scythicus
- Galeodes sedulus
- Galeodes sejugatus
- Galeodes separandus
- Galeodes setipes
- Galeodes setulosus
- Galeodes signatus
- Galeodes simplex
- Galeodes smirnovi
- Galeodes somalicus
- Galeodes spectabilis
- Galeodes starmuehlneri
- Galeodes striatipalpis
- Galeodes subbarbarus
- Galeodes subsimilis
- Galeodes sulfuripes
- Galeodes sulphureopilosus
- Galeodes tangkharzarensis
- Galeodes tarabulus
- Galeodes taurus
- Galeodes testaceus
- Galeodes theodori
- Galeodes tillmani
- Galeodes timbuktus
- Galeodes toelgi
- Galeodes trichotichnus
- Galeodes trinkleri
- Galeodes tripolitanus
- Galeodes truculentus
- Galeodes turanus
- Galeodes turcmenicus
- Galeodes turkestanus
- Galeodes turki
- Galeodes tuxeni
- Galeodes uzbecus
- Galeodes wadaicus
- Galeodes veemi
- Galeodes venator
- Galeodes ventralis
- Galeodes versicolor
- Galeodes viridipilosus
- Galeodes vittatus
- Galeodes zarudnyi